# Confessional
Confessional er den danske popsanger Bryan Rices debutalbum. Det blev udgivet 24. april 2006 af EMI. Albummet indeholder lead-singlen "No Promises", som blev et stort hit i Danmark omkring årsskiftet 2005-2006, og senere er blevet genindspillet af Shayne Ward. Albummet nåede en fjerdeplads på den danske hitliste.

## Spor
| #   | Titel                   | Sangskriver(e)                                                        | Producer(e)                                  | Længde |
| --- | ----------------------- | --------------------------------------------------------------------- | -------------------------------------------- | ------ |
| 1.  | "Confessional"          | Steve Lee, Tina Harris, Pete Gordeno, Jamie Hartman                   | Thomas Gustafsson, Ian-Paolo Lira, Hugo Lira | 4:12   |
| 2.  | "No Promises"           | Jonas Schrøder, Lucas Sieber                                          | Chief 1                                      | 3:54   |
| 3.  | "Homeless Heart"        | Andreas Carlsson, Desmond Child, Harry Sommerdahl                     | Harry Sommerdahl                             | 3:02   |
| 4.  | "Can't Say I'm Sorry"   | Pelle Nylén, Andreas Carlsson                                         | Pelle Nylén, Frederik Andersson              | 3:47   |
| 5.  | "We Can"                | Henrik Korpi, Mathias Wollo, Tom Nichols                              | Chief 1                                      | 3:49   |
| 6.  | "Not Enough"            | Tina Harris, Christian Walz, Mo Brandis                               | Jonas Jeberg                                 | 4:06   |
| 7.  | "Fragile"               | Tina Harris, Alan Bremner, Jamie Hartman, Liz Winstanley              | Chief 1                                      | 3:30   |
| 8.  | "Where Do You Go"       | Jonas Schrøder, Lucas Sieber, Lars Pedersen, Bryan Rice, Niels Brinck | Chief 1                                      | 3:46   |
| 9.  | "In Your Room"          | Andreas Carlsson, Lisa Greene, Gareth Gates                           | Harry Sommerdahl                             | 3:29   |
| 10. | "The Last Two on Earth" | Andreas Carlson, Lisa Greene, Storm Lee, Harry Sommerdahl             | Harry Sommerdahl                             | 3:33   |
| 11. | "Crying Shame"          | Silje Nergaard, Michael McGurk                                        | Harry Sommerdahl                             | 3:29   |